# Ialovățul de Sus, Putila
Ialovățul de Sus (în ucraineană Верхній Яловець, transliterat: Verhnii Ialoveț) este un sat în raionul Putila din regiunea Cernăuți (Ucraina), depinzând administrativ de comuna Șipotele Sucevei. Are 178 locuitori, în totalitate ucraineni (huțuli).
Satul este situat la o altitudine de 980 metri, în partea de sud a raionului Putila.

## Istorie
Localitatea Ialovățul de Sus a făcut parte încă de la înființare din regiunea istorică Bucovina a Principatului Moldovei. După anexarea Bucovinei de către Imperiul Habsburgic în anul 1775, localitatea Ialovățul de Sus a făcut parte din Ducatul Bucovinei, guvernat de către austrieci. 
După Unirea Bucovinei cu România la 28 noiembrie 1918, satul Ialovățul de Sus a făcut parte din componența României, în Plasa Putilei a județului Rădăuți. Pe atunci, majoritatea populației era formată din ucraineni. 
Ca urmare a Pactului Ribbentrop-Molotov (1939), Bucovina de Nord a fost anexată de către URSS la 28 iunie 1940, reintrând în componența României în perioada 1941-1944. Apoi, Bucovina de Nord a fost reocupată de către URSS în anul 1944 și integrată în componența RSS Ucrainene. 
Începând din anul 1991, satul Ialovățul de Sus face parte din raionul Putila al regiunii Cernăuți din cadrul Ucrainei independente. Conform recensământului din 1989, toți locuitorii din sat s-au declarat de etnie ucraineană . În prezent, satul are 178 locuitori, în totalitate ucraineni.

## Demografie
Componența lingvistică a localității Ialovățul de Sus
     Ucraineană (100%)
Conform recensământului din 2001, toată populația localității Ialovățul de Sus era vorbitoare de ucraineană (100%).
1989: 206 (recensământ) 
2007: 178 (estimare)